# Aslan Mashadov
Aslan Alijevič Mashadov (Аслан Алиевич Масхадов) (21. rujna 1951. – 8. ožujka 2005.) predsjednik Ičkerije / Čečenije. Predsjednik je postao u siječnju 1997., a ubijen je u ožujku 2005.

## Životopis
Aslan Mashadov rođen je u Kazahstanu, u seocu Šakai, za masovnog progona čečenskog naroda prema Staljinovim zapovijedima iz 1944. Godine 1957. njegovoj je obitelji dopušten povratak u Čečeniju. Mashadov je pristupio Crvenoj armiji i 1972. završio Topničku školu u Tbilisiju. Diplomirao je 1981. na vojnoj akademiji u Petrogradu, i raspoređen je u Mađarsku. Od 1990. služi u Vilniusu kao mjesni topnički zapovjednik. Mashadov se iz ruske vojske povlači 1992. s činom pukovnika i vraća u rodni kraj.

## Prvi čečenski rat (1994. – 1996.)
Nakon pada Sovjetskog Saveza, Mashadov je postao stožerni zapovjednik čečenske vojske pod vodstvom generala Džohara Dudajeva. Smatra se uvelike zaslužnim za čečensku pobjedu nad ruskim snagama. Vodio je čečensku delegaciju u mirovnim pregovorima s Rusijom koji su doveli do primirja i okončali rat.

## Predsjednik Čečenije
Dana 17. listopada, 1996. postavljen je za premijera Čečenije. Uz podršku Moskve, koja ga je smatrala najmanje radikalnim kandidatom, izabran je za predsjednika na slobodnim demokratskim parlamentarnim izborima održanima u siječnju 1997. pod egidom OSCE-a. Njegov je suparnik bio radikalni zapovjednik Šamil Basajev.
Izbori su održani na temelju čečenskog ustava prihvaćenog u ožujku 1992. prema kojem je Čečenska Republika neovisna država. Na izborima su kao promatrači bili prisutni predstavnici iz više od 20 zemalja, kao i Ujedinjenih naroda i OSCE-a. Mashadov je osvojio 60 posto glasova te je primio čestitke od ruskog predsjednika Borisa Jeljcina, koji je i dalje odbijao priznati neovisnost Čečenije iako se obavezao na izgradnju dobrosusjedskih odnosa. Vrhunac Mashadovljeve političke karijere bilo je potpisivanje mirovsnog sporazuma s Jeljcinom u Kremlju 12. svibnja, 1997.

## Između dva rata
Krajem 1996, kad je Mashadov preuzeo dužnost gotovo pola milijuna ljudi (40% predratnog stanovništva Čečenije) živjelo je u izbjegličkim logorima ili pretrpanim selima. Gospodarstvo je bilo u rasulu. U Čečeniji su ostale dvije ruske brigade, a ni ratni vođe nisu pokazivali namjere da razoružaju svoje militante. Pod takvim okolnostima Mashadovljev politički utjecaj je slabio. Izgubio je nadzor nad Basajevim i drugim vođama. Procvao je organizirani kriminal, zaredale su otmice i terorizam. Mashadov je u kolovozu 1997. uveo šerijatski zakon, te je nekoliko kriminalaca javno pogubljeno. Također je bez mnogo uspjeha nastojao suzbiti porast vahabitizma i drugih fundamentalističkih muslimanskih skupina koje je podržavao Basajev. Tako je u čečenskom separatističkom pokretu nastao raskol između islamskog fundamentalizma i svjetovnog nacionalizma. Izvedeno je nekoliko pokušaja atentata koje je vjerojatno organizirao Arbi Barajev ili drugi ozloglašeni kriminalci i vjerski ekstremisti, premda je službeno okrivljena ruska tajna služba.

## Drugi čečenski rat
Basajevljev potez nastojanja širenja rata na susjednu rusku pokrajinu Dagestan u rujnu 1999. bio je kap koja je prelila čašu ruske tolerancije prema neovisnoj Čečeniji. Ruski premijer Vladimir Putin poslao je ruske snage natrag u Čečeniju u listopadu 1999. i stekao političke bodove da postane ruski predsjednik.
Dana 1. listopada 1999. Putin je vlast predsjednika Mashadova i njegova parlamenta proglasio nezakonitom. Deset dana poslije Mashadov je pripremio mirovni plan u kojem je predviđeno slamanje moći odmetnutih mjesnih vladara. Ponudu je ruska strana odbila te je predsjednik Mashadov objavio gazavat (sveti rat) protiv ruske vojske koja se približavala. U Ičkeriji je proglašeno ratno stanje i mobilizirani su vojni rezervisti.
Nakon povlačenja čečenskih snaga iz Groznog u veljači 2000. Mashadov je postao gerilski vođa i skrivao se, a na njegovu glavu Moskva je raspisala nagradu od 10 milijuna dolara. Mashadov je zagovarao oružani otpor ruskom okupatoru, ali je osuđivao napade na civile. Odbijao je preuzeti odgovornost za sve žešće terorističke napade na ruske civile od strane sljedbenika Basajeva i preko glasnogovornika kao što je Ahmed Zakajev u Londonu osuđivao takve incidente. Ruski su dužnosnici, međutim, jednako osuđivali Basajeva i Mashadova za teroristička djela.

## Mashadovljevo pogubljenje
Dana 8. ožujka, 2005., šef FSB-a Nikolaj Patrušev objavio je da su posebne snage u sklopu FSB-a"danas izvršile djelovanje u naselju Tolstoj-Jurt, zbog kojeg je međunarodni terorist i vođa oružanih skupina Mashadov poginuo, a njegovi najbliži drugovi po oružju uhićeni". Tvrdio je da ga je jedinica za posebne operacije htjela uhvatiti živog, ali su ga nehotice ubili granatom ubačenom u bunker u kojem se Mashadov krio.  Mashadov je po svoj prilici tjelohraniteljima zapovjedio da odu prije te se sam suočio s ruskim posebnim snagama. Na ruskoj televiziji prikazano je tijelo. Ubrzo je prema odluci čečenskpg pobunjeničkog zbora novi predsjednik postao Abdul-Halim Sadulajev.
Okolnosti Mashadovljeve smrti ostaju nerazjašnjene te razni izvori navode mogućnost da su ga ubili vlastiti tjelohranitelji ili pak ljudi Ramzana Kadirova koji se zavjetovao da će osvetiti očevu smrt.

## Neoznačen grob
Dana 24. travnja, 2006. ruske su vlasti službeno odbile predati tijelo Aslana Mashadova njegovoj obitelji. Otad njegova obitelj vodi kampanju kojom zahtijeva njegove ostatke ili objašnjenje o tome što se dogodilo.